# Erebia scoparia
Erebia scoparia är en fjärilsart som beskrevs av Butler 1881. Erebia scoparia ingår i släktet Erebia och familjen praktfjärilar. Inga underarter finns listade i Catalogue of Life.